# Open Bay Islands
Open Bay Islands ist eine Inselgruppe vor der Küste der Region West Coast und der Südinsel von Neuseeland.

## Geographie
Open Bay Islands besteht aus zwei Inseln und einem Riff, die sich allesamt rund 4,3 km vor der Küste von Okuru, einer kleinen Siedlung, rund 11,6 km westlich von Haast und Hast River entfernt, befinden.
Taumaka Island, die mit Abstand größere von den beiden Inseln, besitzt eine Ausdehnung von 14,72 Hektar, bei einer Länge von rund 660 m in Westsüdwest-Ostnordost-Richtung und einer maximalen Breite von rund 260 m in Nordnordwest-Südsüdost-Richtung. Die höchste Erhebung der Insel wird auf Karten mit A3KH bezeichnet und befindet sich mit 30 m an den Klippen der Südostküste.
Popotai Island befindet sich westsüdwestlich von Taumaka Island in einem Abstand von rund 155 m. Sie erstreckt sich über eine Länge von 400 m in Südwest-Nordost-Richtung und verfügt über eine maximale Breite von 200 m in Westnordwest-Ostsüdost-Richtung. Der höchste Punkt der rund 2,55 Hektar großen Insel befindet sich mit 14 m im südlichen Bereich des Eilands.

## Flora und Fauna
Auf der Insel leben eine endemische Art von Blutegeln, in der Fachsprache Hirudobdella antipodium genannt. Die Art galt als ausgestorben, da auf der Insel Populationen der Wekaralle ausgesetzt wurden, die vermutlich die Blutegelpopulation dezimiert hatte. In mehreren Untersuchungen, zuletzt 1995 wurde kleinere Populationen unter Felsen gefunden. Es galt aber als unwahrscheinlich, dass die Art in ihrer Form überleben kann. Ergebnisse neuerer Untersuchungen liegen bisher nicht vor.